# F-15 Strike Eagle (игра)
F-15 Strike Eagle (с англ. — «F-15 Атакующий орёл») — видеоигра в жанре авиасимулятор, изначально выпущенный MicroProse для 8-битных компьютеров Atari в 1984 году, а затем перенесенный на другие системы. Это первая игра в серии F-15 Strike Eagle, за которой последовали F-15 Strike Eagle II и F-15 Strike Eagle III. В 1991 году выпущена аркадная версия игры (также под именем F-15 Strike Eagle), в которой используется аппаратное обеспечение более высокого уровня, чем было доступно в домашних системах, включая графический процессор TMS34010.

## Геймплей
Игра начинается с того, что игрок выбирает Ливию (отсылка к операции «Каньон Эльдорадо»), Персидский залив или Вьетнам в качестве театра миссии. Затем игрок оказывается в кабине McDonnell Douglas F-15E Strike Eagle, который уже находится в полете и оснащен различными ракетами, бомбами, подвесными топливными баками, дипольными отражателями и тепловыми ловушками. Игрок управляет самолетом в бою, чтобы бомбить различные цели, а также участвовать в воздушном бою с вражескими истребителями.
Игра заканчивается, когда самолет игрока разбивается, уничтожается, или когда игрок возвращается на базу.

## Портирование
Первые порты появились в 1985-87 годах для Apple II, Commodore 64, ZX Spectrum, MSX и Amstrad CPC. Она также была перенесена на IBM PC в качестве автономной программы и стала одной из первых игр, выпущенных компанией MicroProse для IBM-совместимых компьютеров. Изначально выпуск для IBM поставлялся на 5,25-дюймовой дискете и поддерживал только графику CGA, но исправленная версия в 1986 году предлагалась на 3,5-дюймовых дисках и добавляла ограниченную поддержку EGA (которая добавляла возможность изменять цветовые палитры, если карта EGA присутствовала).
Версии для Game Boy, Game Gear и NES были опубликованы в начале 1990-х.

## Отзывы и критика
F-15 Strike Eagle был коммерческим блокбастером. К марту 1987 г. было продано 250 000 копий, а в 1989 г. было продано 1 миллион копий. В конечном итоге она достигла более 1,5 миллионов продаж и стала самой продаваемой игрой MicroProse для Commodore на конец 1987 года. Computer Gaming World в 1984 году назвал игру «отличным симулятором» с «отличной документацией», «быстрое и яростным действием» и «отличной графикой». Игра получила награду «Игра года в жанре экшен» по результатам опроса читателей журнала в 1985 году. В обзоре военных игр 1994 года журнал дал игре две звезды из пяти, заявив, что «первый „классический“ симулятор истребителя» был «очень популярен в свое время», но «крайне устарел». Журнал Antic одобрил улучшения графики и скорости версии для Atari ST, а также возможность сохранения прогресса. Журнал Compute! в 1988 году включил эту игру в список «Наших любимых игр», заявив, что она «делает бои на реактивных истребителях нервными и веселыми одновременно».